# Пімміт-Гіллс (Вірджинія)
Пімміт-Гіллс (англ. Pimmit Hills) — переписна місцевість (CDP) в США, в окрузі Ферфакс штату Вірджинія. Населення — 6569 осіб (2020).

## Географія
Пімміт-Гіллс розташований за координатами 38°54′38″ пн. ш. 77°11′57″ зх. д. / 38.91056° пн. ш. 77.19917° зх. д. (38.910551, -77.199126).  За даними Бюро перепису населення США в 2010 році переписна місцевість мала площу 3,83 км², уся площа — суходіл.

## Демографія
Згідно з переписом 2010 року, у переписній місцевості мешкали 6094 особи в 2231 домогосподарстві у складі 1461 родини. Густота населення становила 1591 особа/км².  Було 2324 помешкання (607/км²).
Расовий склад населення:
| - 69,5 % — білих - 15,4 % — азіатів - 3,7 % — чорних або афроамериканців - 0,9 % — корінних американців - 0,1 % — вихідців з тихоокеанських островів - 5,5 % — осіб інших рас |

До двох чи більше рас належало 5,0 %. Частка іспаномовних становила 19,9 % від усіх жителів.
За віковим діапазоном населення розподілялося таким чином: 20,6 % — особи молодші 18 років, 68,3 % — особи у віці 18—64 років, 11,1 % — особи у віці 65 років та старші. Медіана віку мешканця становила 37,0 року. На 100 осіб жіночої статі у переписній місцевості припадало 104,3 чоловіків;  на 100 жінок у віці від 18 років та старших — 103,7 чоловіків також старших 18 років.
Середній дохід на одне домашнє господарство  становив 122 118 доларів США (медіана — 101 852), а середній дохід на одну сім'ю — 132 107 доларів (медіана — 108 324). Медіана доходів становила 70 769 доларів для чоловіків та 55 366 доларів для жінок. За межею бідності перебувало 3,9 % осіб, у тому числі 3,6 % дітей у віці до 18 років та 3,3 % осіб у віці 65 років та старших.
Цивільне працевлаштоване населення становило 3709 осіб. Основні галузі зайнятості: науковці, спеціалісти, менеджери — 33,3 %, освіта, охорона здоров'я та соціальна допомога — 13,3 %, публічна адміністрація — 12,3 %.